# Žebrákov (Světlá nad Sázavou)
Žebrákov (německy Schebrakow) je malá vesnice, část města Světlá nad Sázavou v okrese Havlíčkův Brod. Nachází se asi 2,5 km na severozápad od Světlé nad Sázavou. V roce 2009 zde bylo evidováno 29 adres. V roce 2001 zde trvale žilo 33 obyvatel. Jihovýchodním okrajem osady protéká Žebrákovský potok, který je levostranným přítokem řeky Sázavy.
Žebrákov leží v katastrálním území Žebrákov u Světlé nad Sázavou o rozloze 3,49 km².